# Christian Reimann
Christian Reimann (* 28. November 1979 in Stadtroda) ist ein deutscher Fußballspieler.

## Karriere
Reimann begann seine Karriere in der Jugend beim FSV Grün Weiß Stadtroda und schloss sich danach SV Schott Jena an. Im Jahre 2000 kehrte er zu Grün Weiß Stadtroda zurück, wo er bis 2002 spielte und sich dann dem VfB Pößneck anschloss. Nach zwei Jahren bei Pößneck schloss er sich im Sommer 2004 dem Oberligisten VFC Plauen an. Reimann kam in seinen zweieinhalb Jahren bei Plauen auf 66 Spiele und erzielte dabei 47 Tore. Im Januar 2007 verließ er den VFC Plauen und schloss sich dem Liga-Rivalen FC Sachsen Leipzig an. In seiner Zeit in Leipzig erzielte Reimann in 29 Spielen 20 Tore. Diese Quote brachte ihm einen Vertrag beim 1. FC Magdeburg ein. In Magdeburg kam er am ersten Spieltag der Saison 2008/09 zu seinem Regionalligadebüt und spielte von Beginn an gegen die Reserve von Hannover 96, bis er am 15. Spieltag sein erstes Tor gegen Türkiyemspor Berlin erzielte. Insgesamt kam er in 26 Spielen auf zwei Tore für Magdeburg und wurde 2009 vom neu gegründeten RB Leipzig unter Vertrag genommen. Er spielte in der 2009/10 Saison in 30 Spielen für RB Leipzig in der Oberliga NOFV-Süd. Am 7. Juli 2010 wechselte er gemeinsam mit Alexander Moritz vom RB Leipzig zum Thüringischen Drittligisten FC Carl Zeiss Jena. Reimann gab am 24. Juli 2010 sein Debüt im Profifußball für den FC Carl Zeiss Jena gegen den 1. FC Heidenheim. Im Juli 2011 wurde Reimann suspendiert, danach gehörte er nur noch dem Kader der Jenaer Reservemannschaft an. Sein Vertrag wurde zum 29. August 2011 aufgelöst. Im September 2011 kehrte Reimann zu seinem Heimatverein FSV Grün-Weiß Stadtroda zurück, dem er bis heute angehört. 2012 stieg er mit dem Klub in die Thüringenliga auf und ein Jahr später wieder ab.